# Asqat Dauylbajew
Asqat Qaisollauly Dauylbajew (kasachisch Асқат Қайзоллаұлы Дауылбаев, russisch Асхат Кайзуллаевич Даулбаев Aschat Kaisullajewitsch Daulbajew; * 22. November 1962 in Aktjubinsk, Kasachische SSR) ist ein kasachischer Jurist.

## Leben
Asqat Dauylbajew wurde 1962 in Aktjubinsk geboren. Zwischen 1981 und 1983 leistete er den Wehrdienst in der sowjetischen Armee. Anschließend nahm er ein Studium der Rechtswissenschaften am Juristischen Institut in Swerdlowsk auf, das er 1987 beendete.
Nach seinem Hochschulabschluss arbeitete er zunächst auf verschiedenen Positionen für die Staatsanwaltschaft des Stadtbezirks Oktjabrski (heute Türksib) der Stadt Alma-Ata. Zwischen 1990 und 1992 war er stellvertretender Staatsanwalt des Stadtbezirks Kalininski und stellvertretender Staatsanwalt des Stadtbezirks Oktjabrski. Danach war er erneut bei der Staatsanwaltschaft der Stadt Almaty beschäftigt und ab Februar 1994 war Dauylbajew stellvertretender Vorsitzender des Schiedsgerichts von Almaty. Nach einem halben Jahr auf diesem Posten war er ab August desselben Jahres bei der kasachischen Generalstaatsanwaltschaft beschäftigt. Von November 1997 bis Februar 1999 war er stellvertretender Justizminister Kasachstans und anschließend bis November des Jahres Vizepräsident der KazakhTelecom. Bei der Parlamentswahl 1999 kandidierte er für die Bürgerpartei Kasachstans für einen Sitz in der Mäschilis, dem kasachischen Parlament. Hier leitete er eine Kommission für Rechtsfragen. Am 16. Januar 2001 wurde er stellvertretender Generalstaatsanwalt und ab dem 15. April 2011 war er schließlich Generalstaatsanwalt. Seit dem 27. April 2016 ist Dauylbajew Mitglied des kasachischen Verfassungsrates.